# Галута
Галута (рос. Речка Галута) — річка в Україні й Росії у Довжанському й Красносулинському районах Луганської й Ростовської областей. Права притока річки Кундрюча (басейн Азовського моря).

## Опис
Довжина річки 12,01 км, найкоротша відстань між витоком і гирлом — 9,81  км, коефіцієнт звивистості річки — 1,22 . Формується багатьма балками та загатами.

## Розташування
Бере початок у селищі Довжанське. Тече переважно на південний схід і на південній околиці села Киселеве впадає у річку Кундрючу, праву притоку Сіверського Дінця.
Населенні пункти вздовж берегової смуги: Коминтерн, Первомайський.

## Цікаві факти
- На південно-західній стороні від витоку річки на відстані приблизно 847,53 м розташований автошлях М03 (автомобільний шлях міжнародного значення на території України, Київ — Харків — кпп Довжанський (державний кордон з Росією)).